# Jiyang (socken i Kina, lat 36,98, long 117,22)
Jiyang (kinesiska: 济阳街道, 济阳) är en socken i Kina. Den ligger i provinsen Shandong, i den östra delen av landet, omkring 41 kilometer nordost om provinshuvudstaden Jinan.
Genomsnittlig årsnederbörd är 841 millimeter. Den regnigaste månaden är juli, med i genomsnitt 315 mm nederbörd, och den torraste är januari, med 6 mm nederbörd.